# Deo gratias
Deo gratias (з латини — «Слава Богу») — це латинський вислів, який використовується в християнській традиції як вираз подяки Богу. Його можна знайти у релігійних текстах, музиці та літературі. Оригінал трішки повніший і звучить як Deo agimus gratias, що з дієсловом «agimus» означає: «Дякуймо Богові».

## Використання
Від літургійного застосування вираз перейшов у розмовну мову для загального вираження задоволення і полегшення від успіху або небезпеки, яких вдалося уникнути. Іноді — в емфатичному вживанні — вираз саркастично вказує на задоволення якоюсь подією, що відбулася, на яку вже не сподівалися; наприклад, від'їзд небажаної особи, закінчення нудної зустрічі, що затягнулася, або прихід людини, котра запізнюється. 
У деяких монастирях ця формула також використовується, щоб дозволити комусь увійти після стуку у двері.
У латинській католицькій літургії (і в Тридентській месі) ця формула використовується як відповідь мирян наприкінці читання Послання й останнього Євангелія, а також є остаточною відповіддю присутніх священнику, який відпускає вірних формулою «Ite missa est». Іронічний тон, який дехто хотів би приписати цьому виразу, пояснюється великою тривалістю меси (але не часу).

## Походження
Цей вираз зустрічається в посланнях святого Павла (Коринтян 1:15,57, Коринтян 2:2,14), де він перекладає грецьке τῷ Θεῷ χάρις (tō Theō cháris).